# Pulgada
Pulgada war ein spanisches Längenmaß, das besonders in Aragonien und in Kastilien verwendet wurde. Maße, wie der Dedo oder Finger beziehungsweise Zoll, Linea und Punto waren Teile der Maßkette vom  Pie oder Fuß abwärts. Die Pulgada entsprach der Größe nach ebenfalls dem Zoll.
- 1 Pulgada = 2,4 Zentimeter
- 1 Pie = 12 Pulgada = 16 Dedos = 113,93 Pariser Linie = 9 ⅚ Zoll (preuß)
- 1 Dedo = 7 ⅞ Pariser Linien =  0,018 Meter[1]
- 1 Pulgada = 12 Lineas = 144 Puntos[2]